# Im Rettungsboot
Im Rettungsboot (Original The Open Boat) ist eine Erzählung des amerikanischen Autors Stephen Crane (1871–1900), die ursprünglich im Juni 1897 in Scribner’s Magazine in New York veröffentlicht wurde. Die Geschichte erschien erneut 1898 als Titelgeschichte in der Sammlung The Open Boat and Other Tales of Adventure und wurde später zusammen mit The Red Badge of Courage (dt. Die rote Tapferkeitsauszeichnung, auch Die rote Tapferkeitsmedaille) in die Anthologie The Red Badge of Courage and Selected Prose and Poetry aufgenommen. Eine deutsche Übersetzung von Hans Reisiger erschien erstmals 1948 unter dem Titel Im Rettungsboot; 2016 wurde eine Neuübersetzung von Lucien Deprijck unter dem Titel Das offene Boot veröffentlicht.
In der Erzählung verarbeitet Crane seine eigenen Erfahrungen als Überlebender nach dem Untergang des Schleppers Commodore am 2. Januar 1897.

## Inhalt
Nach dem Schiffbruch des Schleppers Commodore nahe der Küste Floridas versuchen der Kapitän des Schiffes, der Schiffskoch, ein Maschinist und einer der Passagiere, ein namentlich nicht genannter Zeitungskorrespondent, in einem kleinen offenen Boot die rettende Küste Floridas zu erreichen. Die Geschichte schildert eindringlich ihren dreißigstündigen Überlebenskampf auf tobender See. Ihre anfängliche Hoffnung, von einem angesteuerten Leuchtturm aus bemerkt zu werden und Hilfe zu erhalten, zerschlägt sich nach kurzer Zeit. Trotz der um sich greifenden Verzweiflung geben die vier Schiffbrüchigen ihren scheinbar aussichtslosen Kampf gegen die Naturgewalten dennoch nicht auf. Unmittelbar bevor es ihnen gelingt, das Land zu erreichen, zerschellt ihr Rettungsboot in der Brandung. Mit nahezu heroischer Anstrengung mobilisieren die vier ihre allerletzten Kräfte, um die Brandung zu durchschwimmen. Während es dem Kapitän, dem Koch und dem Berichterstatter gelingt, das rettende Ufer zu erreichen, findet der Maschinist seinen Tod genau in dem Augenblick, in dem er an Land gelangt.

## Interpretation
Die Erzählung beginnt unvermittelt mit dem Satz: „Keiner von ihnen hatte einen Blick übrig für die Färbung des Himmels.“ Über die Situation, in der die Protagonisten der Kurzgeschichte sich befinden, gibt erst der zweite Satz Auskunft: „Ihre Augen spähten immer nur flach hinaus und kamen nicht los von den Wogen, die unablässig auf sie zujagten.“ Der Einschlag des Paradoxen ist, wie Oppel in seiner Deutung der Kurzgeschichte anmerkt, unverkennbar: ganz von Wasser und Himmel umgeben, sehen die Schiffbrüchigen wohl das eine, nicht aber das andere. Der Himmel bleibt für sie unsichtbar und, wie sich später zeigen wird, „stumm“. Der personale Erzähler hält zunächst daran fest, die Situation mit den Augen der Schiffbrüchigen zu sehen, die ausschließlich auf den drohenden Wellenschlag gerichtet sind. In antithetischer Fügung werden die schiefernfarbenen Wogen mit ihrem schäumenden Weiß an den Kämmen den Farben der See gegenübergestellt, die die Männer kannten. Mit Hilfe poetischer Elemente wird wirkungsvoll das intensive Nacherleben des Erzählten von Anfang an gesichert. Was da erzählt und vom Leser nacherlebt werden soll, ist das Schicksal von Menschen, die in einer „Gemeinschaft des Verhängnisses der tobenden See ausgeliefert sind.“ Der Himmel markiert in konkret räumlicher Vorstellung eine Region, die dem Blick der von den Sturmwogen umringten Männern entzogen bleibt, in metaphorischer Verwendung aber – Oppel zufolge – zeigt, dass keiner von ihnen ein gesichertes Wissen über das Verhältnis des einzelnen Menschen zum Universum oder zu kosmischen Kräften wie Gott, Schicksal oder Vorhersehung besitzt. Am Ende der Geschichte steht „der Verzicht darauf, irgendetwas absolut Zuverlässiges über die Möglichkeit des Menschen, Natur und Universum zu verstehen, aussagen zu wollen.“
Im Rettungsboot ist nach Oppel durch „ein hohes Maß an kompositorischer Geschlossenheit“ sowie einen „hohe[n] Grad an Kunstfertigkeit“ in der Erzählstruktur mit einer „ungewöhnliche[n] Konzentration auf die Situation der Schiffbrüchigen“ gekennzeichnet; die Kurzgeschichte ist ganz im Sinne der von Edgar Allan Poe zuvor definierten charakteristischen Anforderungen an diese Erzählform auf das Erreichen eines „single effects“ (d. h. einer einzigartigen Wirkung) angelegt und unterscheidet sich eben dadurch von einem rein journalistischen Bericht. Die gesamte Vorgeschichte des Schiffbruchs wird ausgeblendet; die Perspektive ist ausschließlich auf die vier Insassen des Bootes und ihre dreißigstündige Sturmfahrt verengt, alles wird gleichsam von innen gesehen dargestellt.
Der Erzähler hält sich selbst im Hintergrund, es gibt nur wenige Passagen, in denen sich erzähltechnisch ein auktorialer Kommentar finden lässt; der Leser erhält allein einige Orientierungshilfen, um die Empfindungswelt der Figuren nachvollziehen zu können. So heißt es z. B. in der Eingangspassage der Erzählung: „Manch einer mag eine Badewanne haben, größer als das Boot, das hier auf der See tanzte.“ Dieser nahezu sarkastische Vergleich mit der Badewanne entspricht dem Gefühl der Verlorenheit, das die Schiffbrüchigen überkommt, und schafft eine ironische Spannung mit dem Ziel, den Widerspruch zwischen menschlicher Hoffnung und unbeirrbarer Realität darzutun.
Zudem verzichtet der Erzähler darauf, die vier Schicksalsgefährten nach Art und Charakter deutlich zu differenzieren. Die vier Männer sind auf Gedeih und Verderb aufeinander angewiesen in ihrem gemeinsamen Bemühen, trotz der widrigen Umstände ihr Leben zu retten; Unterschiede zwischen Rang und Bildung spielen keine Rolle mehr. Es geht einzig darum, in dem verzweifelten Kampf gegen die Naturgewalten das Blatt doch noch zu ihren Gunsten zu wenden. Die zunehmende Verzweiflung kommt in der Frage nach dem „Warum“ zum Ausdruck, die – erst einmal angeklungen – die Geschichte bis zu ihrem Ende durchzieht. Den Schiffbrüchigen begegnet das ihnen feindlich gesinnte Schicksal in Form der entfesselten Naturgewalten, gegen die der Mensch nur wenig ausrichten kann; im Mittelpunkt steht die Frage nach dem Sinn des menschlichen Daseins und der den Menschen beherrschenden Gesetzmäßigkeiten.
Dennoch geht es Crane nicht allein um das Verhältnis des Menschen zur Natur, sondern ebenso um sein Verhältnis zu seinesgleichen: „Es würde schwer sein, die verhaltene Brüderlichkeit zu beschreiben, die hier inmitten der Wasserwüste zwischen den vier Männern erwacht war. Keiner sprach es aus. Aber sie war da in dem kleinen Boot, und jeder fühlte sich davon etwas erwärmt [...] und sie waren Freunde – Freunde in einem stärkeren Sinne als gewöhnlich, eisern zusammengeschlossene Schicksalsgenossen.“
In der tiefempfundenen Spannung zwischen Einsamkeit und mitmenschlicher Verbundenheit erinnert sich der Berichterstatter an die Verse vom sterbenden Fremdenlegionär in Caroline E. S. Nortons Gedicht Bingen on the Rhine, in dem ein Soldat sein Sterben als sinnwidrig erlebt, da seine Geliebte in der Heimat auf ihn wartet und sein Leben vor der eigentlichen Erfüllung endet. Der Tod des Fremdenlegionärs ist für den Berichterstatter ein weiteres Zeichen für „die erschreckende Gleichgültigkeit des Universums, das unerbittlich seine Kreise zieht, ohne sich vom Bangen und Hoffen der sterblichen Kreaturen beeindrucken zu lassen“, schreibt Oppel in seiner Deutung dieser Schlüsselpassage der Erzählung.
Am Ende ist es der Maschinist, der kühnste Schwimmer unter den vier Schiffbrüchigen in der Brandung, der den Tod findet; er hätte es nicht weniger, sondern eher mehr als die anderen verdient zu überleben; sein Tod ist schlechterdings sinnlos. Augenscheinlich, so Oppel, möchte Crane zeigen, “dass ethische oder sonstige Qualitäten ganz belanglos sind, wenn der Mensch in das Räderwerk außermenschlicher Gewalten gerät.”

## Kritik
Im deutschsprachigen Raum lobt Manfred Durzak 1980, Crane habe in seiner Kurzgeschichte „den Kampf der vier Schiffbrüchigen mit der Unerbittlichkeit des in Aufruhr geratenen Meeres zu einem der klassischen Texte in der Geschichte der amerikanischen Short Story verdichtet.“ Weiterhin schreibt er: „Die beispiellose Faszination, die der Text von Crane ausstrahlt, besteht darin, daß er den Überlebenskampf der Männer, die sich hartnäckig dem Aufruhr der Elemente widersetzen, das kaum noch zu bändigende Rettungsboot dennoch bändigen, sich bei dem endlosen Kampf gegen Sturm und Meereswogen ablösen, ganz konkret ohne aufgesetzte Tendenzen zum Gleichnis einer existentiellen Auseinandersetzung des Menschen mit der Natur erhöht. Die Natur wird nicht nur aus der Perspektive der hoffnungslos Kämpfenden zu einem monströsen Feind des Menschen deklariert und aus der psychologischen Perspektive der Betroffenen gezeigt, sondern in ihrer grandiosen unmenschlichen Kraft, ja in ihrer Schönheit in Bildern von poetischer Präzision und unerhörter Eindrucksstärke eingefangen.“
Bei Daniela Götzfried heißt es 2008: „Stephen Crane, ein Zeitgenosse O’Henrys, machte es sich gezielt zur Aufgabe, die journalistische Reportage so weiterzuentwickeln, dass eine Prosa entsteht, die durch exakte Vorgangsbeschreibung einen doppelbödigen Verlauf aufzeigen und einen nachhaltigen Eindruck von Wirklichkeit vermitteln kann. In seiner Meistererzählung Im Rettungsboot scheint ihm diese Konzeption gelungen zu sein. Durch die genaue Schilderung der äußeren Situation vermittelt er implizit eine existentielle Situation und ein damit verbundenes oberflächlich nicht zu erkennendes Geschehen“.

## Wirkungsgeschichte

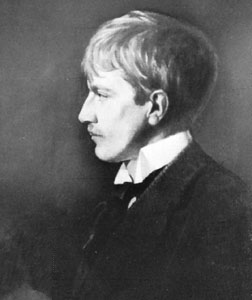
Stephen Crane (Gemälde von Corwin K. Linson, 1894)

In dem Gesamtschaffen von Crane stellt Im Rettungsboot dasjenige seiner Werke dar, das in der anglo-amerikanischen Welt von Literaturwissenschaftlern, Kritikern und anderen Dichtern gleichermaßen oftmals lobend erwähnt wird und in mehreren Anthologien aufgenommen wurde. So wurde The Open Boat beispielsweise 1927 in Wilson Folletts zwölften Band der Gesammelten Werke von Crane, 1952 von Robert W. Stallman in Stephen Crane: An Omnibus und 2000 erneut von M. Myers in Stephen Crane : an anthology in memoriam (1871–1900) veröffentlicht. In der englischsprachigen Presse finden sich zahlreiche Rezensionen, die die besondere Bedeutung dieser Erzählung hervorheben, beispielsweise in der New York Times, wo es heißt, Crane komme schon allein aufgrund dieser Kurzgeschichte ein hoher Stellenwert in der amerikanischen Literatur des 19. und 20. Jahrhunderts zu.
Wie Manfred Durzak herausstellt, reicht die poetische Genealogie von Im Rettungsboot zurück zu Poes A Descent into the Maelstroem (dt. Hinab in den Maelström auch Der Sturz in den Maelstroem oder Im Wirbel des Maelstöm) und wird in der deutschen Nachkriegsliteratur wieder aufgenommen, etwa in Ernst Schnabels Kurzgeschichte Hundert Stunden vor Bangkok oder Siegfried Lenz’ Stimmungen der See.
Dietmar Haack verweist in seiner vergleichenden Analyse von Cranes Erzählung mit der Kurzprosa Ernest Hemingways auf die „Parallelität der darstellungstechnischen Grundsätze Cranes und Hemingways“ und sieht in dieser Hinsicht Crane als Vorläufer einer Entwicklung, die mit Hemingway ihren Höhepunkt erreicht.
Hemingway selbst bekundete in einem Interview ausdrücklich sein eigenes Interesse an Cranes Gesamtwerk sowie speziell an The Open Boat. So äußerte er sich in einem Gespräch mit Kandisky, der ihm auf einer Safari Fragen über amerikanische Schriftsteller stellte, zu Crane folgendermaßen: „[He] wrote two fine stories, 'The Open Boat' and 'The Blue Hotel'.“ (dt. sinngemäß: [Er] schrieb zwei hervorragende Geschichten, 'Im Rettungsboot' und 'Das blaue Hotel')

## Historischer Hintergrund

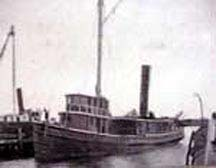
Die Commodore

Bei der Erstveröffentlichung in Scribner’s Magazine im Juni 1897 trug die Erzählung den Untertitel „A Tale Intended to be after the Fact“ (d. h. eine Geschichte, die den Bezug zum ursprünglichen faktischen Erlebnis herstellen möchte), wobei allerdings nicht zweifelsfrei geklärt werden konnte, ob dieser Zusatz wirklich von Crane selber stammt.
Der Untertitel spielt damit auf das historisch belegte Ereignis an, das Crane beim Untergang des Schleppers Commodore im Morgengrauen des 2. Januar 1897 als Passagier selbst miterlebte, während er als Korrespondent von Bacheller’s Syndicate auf dem Weg nach Kuba war, um über die dortige Rebellion zu berichten. Von den 27 Passagieren und Besatzungsmitgliedern überlebten einzig der Kapitän Edward Murphy, der Maschinist Billy Higgins, der Koch Charles Montgomery und der Berichterstatter Stephen Crane, die um die Mittagszeit des 3. Januar in einem winzigen Rettungsboot völlig erschöpft das Land erreichten.
Nach einem sensationell aufgemachten Pressebericht in der New York Press veröffentlichte Crane selbst seine eigene Version der Ereignisse, die in der Ausgabe der New York Press vom 7. Januar 1897 unter dem Titel „Stephen Crane’s Own Story“ („Stephen Cranes eigene Geschichte“) abgedruckt wurde. Crane reduzierte in diesem Zeitungsbericht seine eigene Rolle auf die eines reinen Beobachters und konzentrierte sich auf den Kapitän Murphy und den Maschinisten Higgins, die er in dem Artikel als Helden darstellte.
Nach den eigenen Erlebnissen im Rettungsboot verließ Stephen Crane nach seiner frühen Geschichte An Experiment in Misery in The Open Boat den Bereich der Spekulation; die im Untertitel angedeutete Beziehung zum ursprünglich faktischen Erleben schaltet mit diesem Hinweis die Spekulation aus. Dies bedeutet jedoch nicht, wie Haack in seiner Analyse der Erzählung betont, dass Crane „sklavisch einer Faktizität anhängt, die sowieso nur Idealbild sein kann.“ Haack zufolge versucht Crane, sein Erlebnis in der Erzählung zu verarbeiten, ist jedoch darum bemüht, dieses „ohne Einbuße des Wahrheitsgehalts in eine literarische Kurzform zu transportieren, die zwar nicht unbedingt ‚objektive‘ Fakten liefert, die Wahrheit aber nicht einer Manipulation durch den Schriftsteller ausliefern will.“

## Sonstiges
James Thurber veröffentlichte 1950 die Erzählung MS Found in a book. Darin ging es vordergründig um eine Erstausgabe von Stephen Cranes The Open Boat, die Thurber angeblich von einem Freund erhalten hatte, der sie seinerseits für einen Vierteldollar in einem Antiquariatsbuchladen in Columbus erwarb. In der verschachtelten Verschlüsselung dieser Erzählung erklärte Thurber die Ausgabe für authentisch, da darin ein noch verschlossener Brief enthalten war, den C.N. Bean an Mr. Remo gesendet hatte, in dem er eine Diskussion mit Crane in Havanna 1898 schilderte. Allerdings bezog sich Thurber in dieser Erzählung vorrangig auf Edgar Allan Poes zweite Kurzgeschichte MS. Found in a Bottle (auch Die Flaschenpost).